# Alfred Jensen (politiker)
Alfred Jensen, född 7 juli 1903, död 13 januari 1988, var en dansk fackföreningsman och politiker.
Alfred Jensen var murare och innehade åtskilliga förtroendeposter i sitt fackförbund, innan han 1936 blev kommunistisk medlem av Folketinget. Efter att ha "gått under jorden" 1941 intog han Aksel Larsens plats, då denne arresterades, ledde de kommunistiska motståndsgrupperna, blev medlem av frihetsrörelsen och var ledamot av dess gemensamhetsråd till 1946. 1945 var Jensen trafikminister i Vilhelm Buhls samlingsregering. Samma år blev han på nytt medlem av Folketinget. Han var vice ordförande i Danmarks kommunistiska parti.